# Stereopalpus nagayamai
Stereopalpus nagayamai is een keversoort uit de familie snoerhalskevers (Anthicidae). De wetenschappelijke naam van de soort is voor het eerst geldig gepubliceerd in 1983 door Nakane.